# Антмен и Оса: Квантуманија
Антмен и Оса: Квантуманија (енгл. Ant-Man and the Wasp: Quantumania) је амерички суперхеројски филм из 2023. године, базиран на Марвеловим ликовима, Скоту Лангу / Антмену и Хоуп ван Дајн / Оси, продуциран од стране компанија Марвел студио и Волт Дизни. Наставак је филма Антмен и Оса (2018) и 31. је филм Марвеловог филмског универзума. Режију потписује Пејтон Рид, према сценарију Џефа Ловенеса, док главне улоге тумаче Пол Рад, Еванџелин Лили, Бил Мари, Мајкл Даглас, Мишел Фајфер, Кетрин Њутон и Џонатан Мејџорс. У филму, Скот и Хоуп су транспортовани у Квантни свет заједно са својим породицама, где се суочавају са Кангом Освајачем.
Планови за трећи филм о Антмену су потврђени у новембру 2019. године, као и да ће Рад и Рид учествовати у пројекту. Ловенес се придружио у априлу 2020, а развој филма је почео током пандемије ковида 19. Наслов филма и нови глумци су најављени у децембру 2020. године. Снимање је почело у фебруару 2021. у Турској, а завршено је у новембру исте године. Филм је такође сниман у Сан Франциску и Бакингемширу.
Филм је премијерно приказан 6. фебруара 2023. у Лос Анђелесу, док је у америчким биоскопима издат 17. фебруара исте године. Добио је помешане критике критичара, који су похвалили глуму, визуелне ефекте и музику, али су критиковали радњу, сценарио и тонско одступање у поређењу са претходним филмовима у серијалу.

## Радња
Када је била заробљена у Квантној области, Џенет ван Дајн је наишла на прогнаног путника по имену Канг. Данас, након победе Осветника над Таносом, Скот Ланг је постао успешан мемоариста и живи срећно са својом девојком, Хоуп ван Дајн. Скотова ћерка Кејси, сада тинејџерка, постала је политичка активисткиња и помаже људима расељеним због Блипа, што је довело до тога да развије напет однос са својим оцем.
Током посете Хоупиним родитељима, Хенку Пиму и Џенет, Кејси открива да је радила на уређају који може да успостави контакт са Квантном облашћу. Када сазна за ово, Џенет се успаничи и насилно искључује уређај, али порука је примљена, што резултује отварањем порталом који усиса њих петоро у Квантну област. Скота и Кејси проналазе домороци који се буне против свог владара, док Хоуп, Џенет и Хенк истражују велики град у потрази за одговорима.
Хоуп, Џенет и Хенк се састају са лордом Крајларом, бившим Џенетиним савезником, који открива да су се ствари промениле откако је она отишла, и да он сада ради за Канга, новог владара Квантне области. Њих троје су приморани да побегну у украденом Крајларовом броду. У међувремену, вођа побуњеника Џентора говори Скоту и Кејси да је Џенетина умешаност са Кангом индиректно одговорна за његов успон на власт. Побуњеници се убрзо нађу на удару Кангових снага предвођених М.О.Д.О.К.-ом, за кога се открива да је Дарен Крос.
На Крајларовом броду, Џенет признаје Хоуп и Хенку зашто није желела да има ништа више са Квантном облашћу; Канг је тврдио да би он и Џенет могли да побегну из Квантне области ако би му она помогла да поново изгради своје мултиверзално језгро моћи. Након што су успели да га поправе, Џенет је видела визију Канга како осваја и уништава читаве временске линије. Канг јој је открио да су га његове варијанте протерале из страха, што је натерало Џенет да се окрене против њега. Надјачана, Џенет је искористила своје Пим честице да повећа језгро моћи и учини га неупотребљивим. Канг, након што је повратио своје моћи, касније је освојио целу Квантну област.
Скот и Кејси су одведени до Канга, који захтева да му Скот помогне да врати језгро моћи или ће у супротном убити Кејси. Скот је затим одведен на локацију језгра, где се смањује. Скоро се дави у мору својих варијанти, али Хоуп стиже и помаже му да смањи језгро моћи. Међутим, Канг крши договор, хватајући Џенет и уништавајући њен брод са Хенком на њему. Након што су га спасили његови мрави, који су такође били увучени у Квантну област, где су брзо еволуирали и постали хипер-интелигентни, Хенк помаже Скоту и Хоуп док се пробијају до Канга. Кејси спасава Џентору и оне започињу устанак против Канга и његове војске. Током борбе, Кејси убеђује Кроса да промени страну и бори се против Канга, те он жртвује свој живот.
Џенет поправља језгро моћи док она, Хенк, Хоуп и Кејси пролазе кроз портал кући, али Канг напада Скота, замало га побеђујући, све док се Хоуп не врати, и, заједно са Скотом, уништава језгро моћи комбинацијом Пим честица, те бацају Канга у њега, где бива прогутан. Кејси поново отвара портал да би се Скот и Хоуп вратили кући. Док Скот срећно наставља свој живот, почиње да размишља о ономе што му је речено о Канговој смрти као почетку неког ужасног догађаја, али се не обазире на то.
У сценама после одјавне шпице, бројне варијанте Канга, предвођене Имортусом, саосећају са Канговом смрћу и планирају свој мултиверзални устанак. Локи и Мобијус М. Мобијус сусрећу се са другом варијантом Канга, по имену Виктор Тајмли, на Земљи 1901. године.

## Улоге
| Глумац                | Улога                   |
| --------------------- | ----------------------- |
| Пол Рад               | Скот Ланг / Антмен      |
| Еванџелин Лили        | Хоуп ван Дајн / Оса     |
| Џонатан Мејџорс       | Канг Освајач            |
| Кетрин Њутон          | Кејси Ланг              |
| Дејвид Дастмалчијан   | Веб                     |
| Кејти О'Брајан        | Џенора                  |
| Вилијам Џексон Харпер | Кваз                    |
| Бил Мари              | лорд Крајлар            |
| Мишел Фајфер          | Џанет ван Дајн          |
| Кори Стол             | Дарен Крос / М.О.Д.О.К. |
| Мајкл Даглас          | Хенк Пим                |
| Рендал Парк           | Џими Ву                 |